# Syneches xiaohuangshanensis
Syneches xiaohuangshanensis är en tvåvingeart som beskrevs av Yang och Patrick Grootaert 2007. Syneches xiaohuangshanensis ingår i släktet Syneches och familjen puckeldansflugor. Inga underarter finns listade i Catalogue of Life.